# Bonifacijev Božić u Zbjegovači
Bonifacijev Božić u Zbjegovači, hrvatska vjersko-kulturna manifestacija koja se održava u Zbjegovači, Hrvatska. Osmislili su ju zaslužni kutinski kulturni djelatnik Dragutin Pasarić i suradnici, u spomen na Slugu Božjeg Bonifacija Ivana Pavletića. Na manifestaciji su izložbe božićnih jaslica, radovi učenika matičnih škola s područja Grada Kutine, predstavljanje knjiga. Prema višegodišnjem običaju organizira ju u subotu prije Božića kutinska Družba Sinova Bezgrješne. Prvi se Božić u Zbjegovači održao 2012. godine. Tada je naglašena potreba uspostaviti svezu Bonifacijeve Zbjegovače sa Saronnom u Italiji (nedaleko od Milana), koji nudi bogat fundus jaslica unutar muzeja Instituta Luigi Maria Monti, utemeljitelja Družbe Sinova Bezgrješne, čiji je član rođeni bio Zbjegovčanin Ivan Pavletić.